# دهستان گیفان

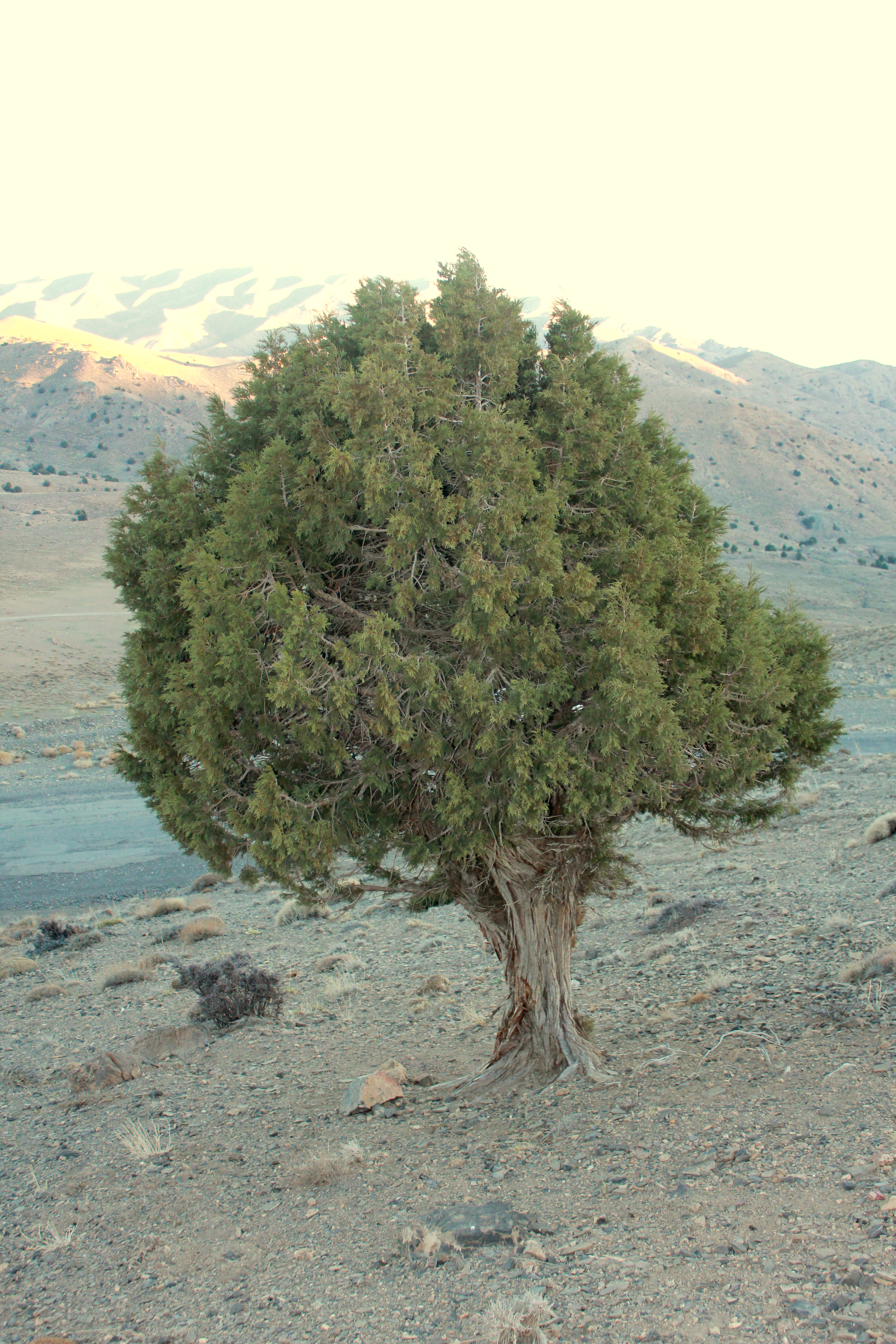
تصویر یک درخت اُرس

دهستان گیفان نام روستا در بخش گرمخان شهرستان بجنورد، استان خراسان شمالی در ایران است که در فاصلهٔ ۸۶ کیلومتری شهرستان بجنورد قرار دارد. براساس سرشماری مرکز آمار ایران در سال ۱۳۸۵، جمعیت آن ۱۰۴۳۹ نفر (۲۳۸۶ خانوار) بوده‌است.
رشته‌کوه میسینو در شمال این دهستان، مرز ایران و ترکمنستان را تشکیل می‌دهد. رشته‌کوه دیگر منطقه آسیازو نام دارد. آب گرم ایوب که در فاصله ۷ کیلومتری مرکز دهستان واقع شده‌است از نقاط زیبا و گردشی منطقه به‌شمار می‌آید.

## حیات وحش
یکی از تفریحات یا منابع درآمد مردم گیفان شکار بوده که تا دو دهه قبل نیز با فراوانی حیوانات حلال گوشت شکاری مانند انواع قوچ و کل در کوه‌های شمالی گیفان و هم‌مرز با ترکمنستان مقوله شکار دارای اهمیتی خاص در بین اهالی گیفان و روستاهای مجاور تحت نام چهارده قلعه گیفان داشت و بخش زیادی از منابع پروتئینی اهالی را فراهم می‌کرد. در دو دهه اخیر تعداد این حیوانات رو به نقصان داشته و در حال حاضر شاید در موارد خاص دیده شوند.
یکی از حیواناتی که در حیات وحش منطقه وجود داشته و هنوز نیز دارای تعدد است گراز وحشی می‌باشد که هر ساله به مزارع و باغات آسیب می‌رساند.

## محصولات و منابع درآمد
اهالی گیفان عموماً کشاورز و دامدار بوده و تقریباً کلیه اهالی مشغول به کشاورزی و دامداری می‌باشند. کشاورزی در این مناطق هم به صورت آبی وهم به صورت دیم رایج است. در گیفان مزارع گندم، جو شبدر و باغ میوه که شامل سیب زردآلو گلابی گردو بادام انگور و . . . می‌باشند تأمین‌کننده منابع غذایی اهالی بوده و مقدار زیادی نیز به صورت میوه تازه یا خشکبار، کشمش، شیره انگور به شهرهای شیروان و بجنورد جهت عرضه در بازار ارائه می‌شود. لبنیات، کره، روغن حیوانی و سایر مشتقات شیر نیز در محل تولید و به تغذیه اهالی می‌رسد.
نوعی گلابی بومی در گیفان رشد می‌کند که بنام نشبتی معروف است و این گلابی دارای بافتی سفت‌تر از سایر گلابی‌ها بوده، پوستی سبز دارد و گوشت آن دانه‌دانه است.
باغات انگور گیفان دارای یکی از باکیفیت‌ترین محصول انگور در سطح بجنورد و خراسان شمالی محسوب می‌شود. برداشت انگور از تاکستان‌های این دهستان هرسال از تقریباً اواخر شهریور ماه آغاز وتقریبا تا پایان مهر ماه ادامه پیدا می‌کند. انگور کشمشی گیفان یکی از بهترین نوع محصول انگور است که طرفداران بسیاری دارد. انگور کشمشی معمولاً دو نوع دیده دارند. نوع ساده که اغلب طلایی رنگ است و نوع دوم ابلقی که به رنگ سرخ وسفید دیده می‌شود. انگور از نظر ارزش غذایی و خواص بهداشتی، دارای فواید بسیاری است. اهالی پس از برداشت محصول انگور، بخشی از ان را به کشمش تبدیل کرده و این کار به صورت سنتی انجام می‌شود.
در اطراف گیفان درخت ارس به مقدار زیادی موجود بوده که در ازمنه قدیم به مصرف سوخت سکنه می‌رسید و در حال حاضر نیز چند درخت قدیمی سرو کوهی در محوطه امامزاده گیفان وجود دارد که در شیب تپه مشرف به امامزاده به ترتیب جالب و خاصی روئیده‌اند.

## باورها و اعتقادات
اهالی دهستان گیفان همگی مسلمان و پیرو مذهب تشیع می‌باشند.
گیفان دارای یک امام زاده می‌باشد که ساختمان گنبد دار کاهگلی بسیار قدیمی در مقبره امام زاده وجود دارد که دارای تعدادی شیء قدیمی و عتیقه بوده که طی سال‌های گذشته از سوی اشخاص نامعلوم به یغما رفته‌است. قبرستان گیفان نیز در محوطه امام زاده قرار دارد و تعدادی از قبور بسیار قدیمی در ان وجود دارد.
در افسانه‌های قدیم گیفان نقل شده که امامزداه گیفان، به همراه تعدادی از یاران وی تحت تعقیب حکومت محلی آن زمان قرار گرفته و در حال فرار بوده‌اند که در روی این تپه توسط عمال حکومتی آنزمان کشته شده و جسد آن‌ها در شیب تپه بهمان صورت که کشته شدند افتاده است و نقل است که در محل افتادن هر یک از یاران، یک درخت ارس روئیده که چنانچه این موضوع اگر افسانه صرف هم باشد، ترتیب روئین درختان مذکور در شیب تپه بسیار عجیب است.
در گذشته اموزگارهای دینی و افراد صاحب کرامت در این دهستان دیده شده‌اند که در معالجه سنتی و آموزش و تأثیرات اجتماعی نقش داشته‌اند.

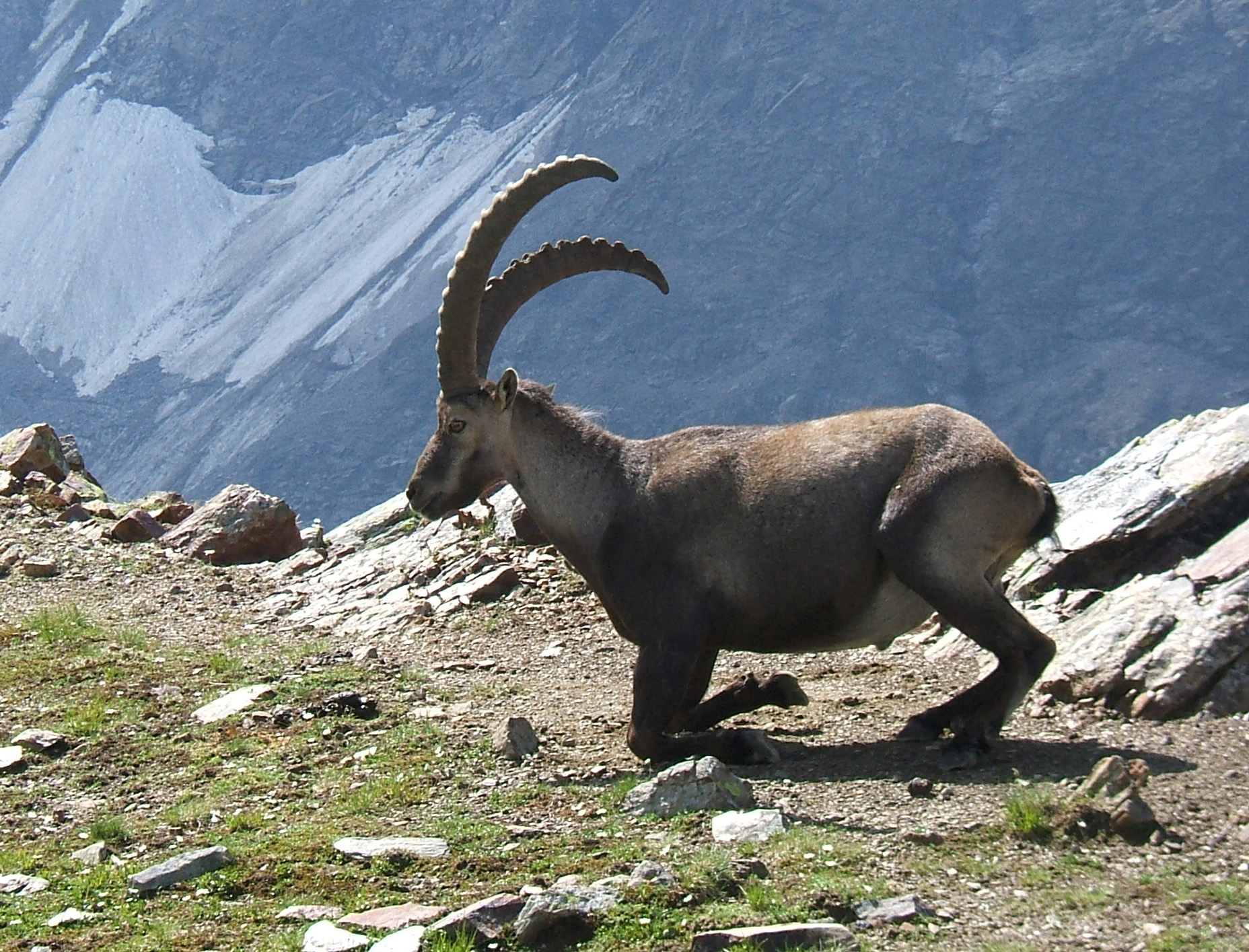
بز کوهی

## تفریحات، تنقلات بومی
قره خرمن
یکی از تنقلات تفریحی که مورد علاقه اهالی می‌باشد قره خرمن است که برای تهیه ان شاخه‌های تازه بوته نخود به همراه غلاف ان را بر روی آتش هیزم قرار داده تا نخودهای تازه برشته شوند و اهالی دور آتش جمع شده و نخودهای برشته را تناول می‌نمایند که بنا بر گفته اهالی بسیار لذیذ بوده و از تنقلات محبوب سکنه می‌باشد. روستای گیفان بعلت قرار گرفتن در دامنه کوه، مناظر بدیع و بسیار زیبایی دارد.